# 威利·博斯科夫斯基
威利·博斯科夫斯基（德語：Willi Boskovsky，1909年6月16日—1991年4月20日），奥地利指挥家。曾任维也纳爱乐管弦乐团首席小提琴手，维也纳八重奏团成员。他因于1955年至1979年连续长期担任维也纳新年音乐会的指挥而闻名。

## 生平
博斯科夫斯基生於維也納，1918年（九岁时）进入维也纳音乐学院学习小提琴。1926年获克莱斯勒小提琴大赛第一名，标志着其独奏及室内乐演奏生涯的开始。1932年以小提琴演奏家的身份进入维也纳爱乐管弦乐团。1936年经指挥克纳匹兹布什提拔，成为维也纳爱乐四位首席之一。除此之外，他当时也兼任维也纳国家歌剧院管弦乐团的首席，以及维也纳学院附设小提琴学校的校长，并且组建了维也纳八重奏和维也纳爱乐四重奏等室内乐团。
1955年博斯科夫斯基首度担任维也纳新年音乐会指挥，其后每年在该演奏会指挥，直到1979年，达25次之多。博斯科夫斯基以演绎施特劳斯家族音乐享誉乐坛。他会在音乐会上一边拉小提琴，一边指挥乐队，颇有当年施特劳斯的风范。1969年任维也纳施特劳斯管弦乐团首席指挥。1971年从维也纳爱乐退休，从此专心于指挥的职事，并进而赢得了「维也纳音乐」最佳指挥的美誉。

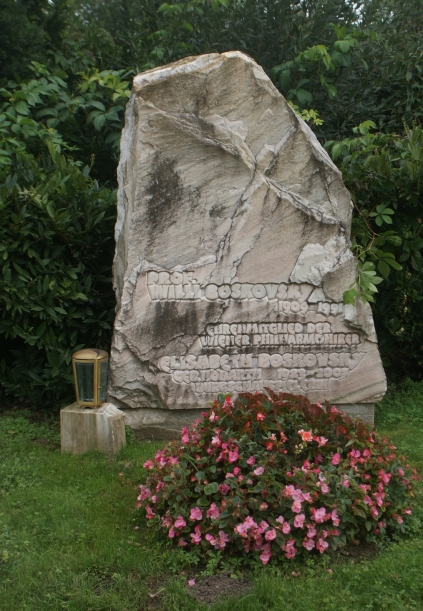
威利·博斯科夫斯基的墳墓（位在維也納中央公墓）

1991年逝於瑞士瓦莱州菲斯普，享年81岁。

## 音乐成就
博斯科夫斯基特别会把握施特劳斯作品的独特三拍子节奏，因此乐评家认为他的演奏才代表了真正的维也纳风格。而他指挥录制的唱片，基本上都是德奥的舞曲作品，还有一系列的小約翰史特勞斯所作的輕歌剧。
他不但在施特劳斯作品上建树多，而且他录制的莫扎特，弗朗兹·莱哈尔的作品也很受好评。